# تاريخ الحركة الهيبية
بدأت ثقافة الهبيين الفرعية تطورها حركةً شبابية في الولايات المتحدة خلال أوائل الستينيات ثم تطورت في جميع أنحاء العالم.
يمكن إرجاع أصول الحركة الهيبية إلى الحركات الاجتماعية الأوروبية في القرن التاسع عشر وأوائل القرن العشرين مثل البوهيميين، وتأثير الدين والروحانية الشرقية. تأثر الهبيون واستوحوا بشكل مباشر من جيل البيت، والمشاركة الأمريكية في حرب فيتنام. منذ حوالي عام 1967، انتشرت أعرافها الأساسية -بما في ذلك الانسجام مع الطبيعة والحياة المجتمعية والتجريب الفني خاصة في الموسيقى والاستخدام الواسع للعقاقير الترويحية- في جميع أنحاء العالم خلال الثقافة المضادة في الستينيات، والتي أصبحت مرتبطة ارتباطًا وثيقًا بالثقافة الفرعية.

## أسلاف الحركة

### الثقافة الكلاسيكية
وجدت الحركة الهيبية سوابق تاريخية تعود إلى ما قبل حركة مازداكيست في بلاد فارس، التي دعا زعيمها المصلح الفارسي مازداك إلى العيش الجماعي وتقاسم الموارد والنباتية والحب الحر. أكد مقال نُشر عام 1967 في مجلة تايم أن الحركة الهيبية لها سابقة تاريخية في الثقافة المضادة لليونانيين القدماء، التي تبناها فلاسفة مثل ديوجين السينوبي والسينيكيين. زعم المقال أيضًا أن الهيبيين تأثروا بمُثُل يسوع المسيح وهليل الأكبر وبوذا والقديس فرنسيس الأسيزي وهنري ديفيد ثورو وغاندي وآخرين. أشار البعض إلى مستعمرة ميرماونت التي لم تدم طويلًا في عام 1625 التي صورها ناثانيال هوثورن بشكل مجازي في قصة «قطب مايو في ميرماونت» باعتبارها أول تجربة للهيبي في القارة الأمريكية.

### القرن التاسع عشر وبدايات القرن العشرين في أوروبا
في أواخر القرن التاسع عشر وأوائل القرن العشرين، أكدت حركة ليبنسريفورم الألمانية على جودة الطبيعة، والأضرار التي تلحق بالمجتمع، والناس، والطبيعة بسبب التصنيع، وأهمية الفرد والجسد والعقل بالكامل، وصلاحية الطرق القديمة. نشأت حركة الشباب الألمانية المعروفة باسم دير فانديرفوغل من ليبنسريفورم كرد فعل للثقافة المضادة للنوادي الاجتماعية والثقافية المنظمة التي تركز على الموسيقى الشعبية الألمانية. على عكس هذه النوادي الرسمية، شددت حركة فاندرفوغل على موسيقى الهواة والغناء، واللباس الإبداعي، والنزهات الجماعية التي تنطوي على المشي لمسافات طويلة والتخييم. استوحت حركة فاندرفوغل من أعمال فريدريك نيتشه وغوته وهيرمان هسه وإدوارد بالتزر، جذبت فاندرفوغل الآلاف من الشباب الألمان الذين رفضوا الاتجاه السريع نحو التحضر وتاقوا إلى الحياة الروحية الوثنية التي تعود إلى الطبيعة التي عاشها أسلافهم.

### ناتشر بويز في جنوب كالفورنيا
خلال العقود العديدة الأولى من القرن العشرين، قُدمت هذه المعتقدات في الولايات المتحدة حيث استقر الألمان في جميع أنحاء البلاد، وافتتح البعض أول متاجر الأطعمة الصحية. (على سبيل المثال، افُتتح أول متجر للأغذية الصحية في سانتا باربرا في عام 1934 من قبل هيرمان سيساور، الذي ولد في تينينجن بألمانيا في 4 مارس 1883 وتوفي في ديسمبر 1971؛ وغادر ألمانيا في عام 1906، ووصل إلى نيويورك، وانتهى به الأمر في كاليفورنيا، وعاش أسلوب حياة مسالم، نباتي خام، غير ملتزم). انتقل الكثيرون إلى جنوب كاليفورنيا، حيث يمكنهم ممارسة أسلوب حياة بديل في مناخ دافئ. في المقابل، تبنى الشباب الأميركي معتقدات وممارسات المهاجرين الجدد. انتقلت مجموعة واحدة، تسمى ناتشر بويز، والتي تضمنت ويليام بيستر، إلى صحراء كاليفورنيا، وروجت للطعام العضوي، وتبنت أسلوب حياة يعود إلى الطبيعة. كتب إيدن آبيز، أحد أعضاء هذه المجموعة، أغنية ناجحة بعنوان ناتشر بوي، والتي سجلها نات كينج كول عام 1947، لنشر حركة العودة إلى الطبيعة المحلية في التيار الرئيسي لأمريكا. في النهاية، شق عدد قليل من ناتشر بويز، بما في ذلك غيبسي بوتس الشهير، طريقهم إلى شمال كاليفورنيا عام 1967، في الوقت المناسب تمامًا لصيف الحب في سان فرانسيسكو.

### جيل البيت
لقد أفسح جيل البيت، وخاصة أولئك المرتبطون بعصر النهضة في سان فرانسيسكو، الطريق تدريجيًا إلى الثقافة المضادة في حقبة الستينيات، مصحوبة بتحول في المصطلحات من بيتنيك إلى غريب وهيبي. ظل العديد من أعضاء البيت الأصليين مشاركين نشطين، ولا سيما آلن غينسبرغ، الذي أصبح عنصرًا أساسيًا في الحركة المناهضة للحرب. من ناحية أخرى، انفصل جاك كيرواك عن غينسبيرغ وانتقد الحركات الاحتجاجية في الستينيات باعتبارها ذريعة للحقد. أصبح بوب ديلان صديقًا مقربًا لآلن غينسبرغ، وأصبح غينسبرغ صديقًا مقربًا لتيموثي ليري. تعرف كل من ليري وغينسبرغ على إل إس دي (مهلوس قوي) بواسطة مايكل هولنغشيد في أوائل الستينيات، وأصبح كلاهما فعالًا في تعميم المواد المخدرة في الحركة الهيبية.
في عام 1963، كان غينسبرغ يعيش في سان فرانسيسكو مع نيل كاسادي وتشارلز بليميل. في ذلك الوقت تقريبًا، تواصل غينسبرغ مع كين كيسي، الذي كان مشاركًا في تجارب حول إل إس دي ترعاها وكالة المخابرات المركزية، في مستشفى مينلو بارك للمحاربين القدامى حيث كان يعمل كمساعد ليلي. بينما كان طالبًا في جامعة ستانفورد، قاد كاسادي الحافلة الخاصة بأتباع ورفاق كين كيسي الذين أطلِق عليهم لقب المخادعون المرحون، وحاول تجنيد كيرواك في مجموعتهم، لكن كيرواك رفض الدعوة بغضب واتهمهم بمحاولة تدمير الثقافة الأمريكية التي احتفل بها.
وفقًا لإد ساندرز، حدث التغيير في التسمية العامة من بيتنيك إلى هيبي بعد حدث هيومان بي-إن عام 1967 في متنزه غولدن غيت في سان فرانسيسكو، إذ قاد غينسبرغ وجاري سنايدر ومايكل مكلور الحشد في ترديد شعار أم. كان غينسبرغ أيضًا في المؤتمر الوطني الديمقراطي سيئ السمعة لعام 1968، وكان صديقًا لآبي هوفمان وأعضاء آخرين في مجموعة شيكاغو سيفين. أفسحت الاختلافات الأسلوبية في الملبس بين البيتينك، التي تتميز بألوان قاتمة وظلال داكنة ولحية صغيرة، الطريق إلى الملابس الملونة الفاقعة والشعر الطويل الذي يطوّله الهيبيون. كان أتباع جيل البيت معروفون بالعزف الرائع والابتعاد عن الأنظار، أصبح الهيبيون معروفين بإظهار فرديتهم.
أشاد أحد الكتب المبكرة على أنه دليل على الانتقال من ثقافة البيتنيك إلى ثقافة الهبيون كان رواية «لكثر ما انحنت أصبحت عالية بالنسبة لي» بقلم ريتشارد فارينا، صهر جوان بايز. كُتبت الرواية في عام 1963، ونُشرت في 28 أبريل 1966، قبل يومين من مقتل مؤلفها في حادث دراجة نارية.

## 1960-1966

### كين كيسي والمرحون المخادعون
كان المرحون المخادعون مجموعة تشكلت في الأصل حول الروائي الأمريكي كين كيسي، الذي يعتبر أحد أبرز الشخصيات في حركة الهلوسة، وأحيانًا عاشوا بشكل جماعي في منازله في كاليفورنيا وأوريغون. من بين الأعضاء البارزين أفضل صديق لكيسي، كين بابز ونيل كاسادي وفتاة الجبل (ولدت باسم كارولين آدامز لكنها اشتهرت باسم السيدة جيري جارسيا) وويفي غريفي وبول كراسنر وستيوارت براند وديل كلوز وبول فوستر وجورج ووكر وآخرين. أرِخت مغامراتهم المبكرة بواسطة توم وولف في اختبار حمض الكولايد الكهربائي.